# Рожевий трикутник
Рожевий трикутник (англ. Pink triangle, нім. Rosa Winkel) — найстарший і, нарівні з веселковим прапором, один з найвпізнаваніших символів спільноти лесбійок, геїв, бісексуалів і трансгендерів (скор. ЛГБТ-спільнота), а також руху на підтримку прав людини щодо них.
Нашивка у вигляді рожевого рівностороннього трикутника з вершиною, оберненою донизу, за часів нацистської Німеччини використовувалася для ідентифікації в концтаборах чоловіків гомосексуальної орієнтації. Секс між чоловіками вважався злочином і кримінально переслідувався у Третьому рейху. Через кілька десятиліть нове покоління геїв і лесбійок стало використовувати цей символ для увічнення пам'яті про трагічне минуле, маніфестації боротьби за права людини і вираженні надії на нову еру свободи, відкритості і гордості.

## В нацистській Німеччині

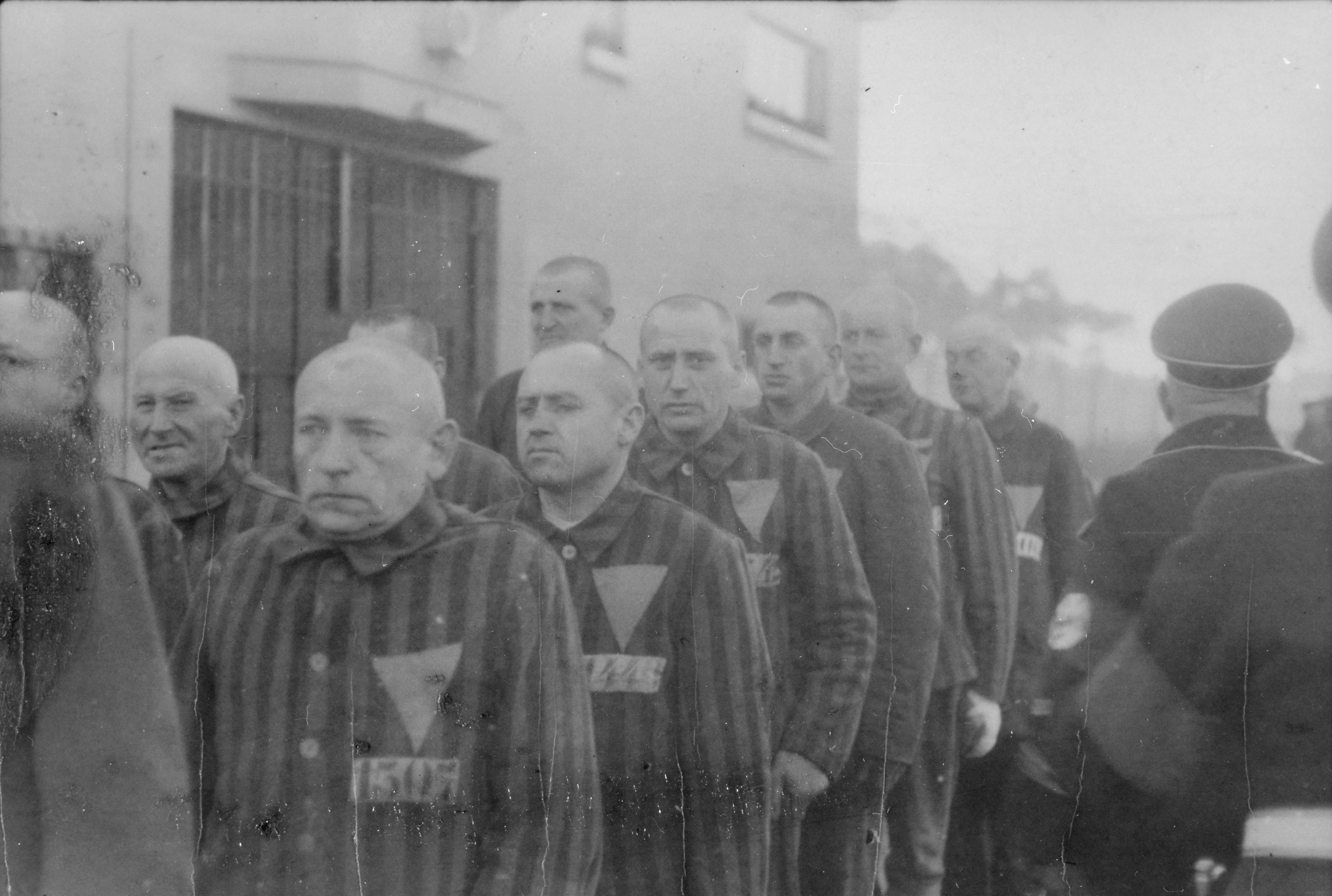
В'язні-гомосексуали концтабору Заксенхаузен з рожевими трикутниками на грудях.

Наприкінці 1930-х років уряд нацистської Німеччини почав реалізацію програми «чищення» німецького суспільства від «небажаних елементів». Почалися масові арешти представників різних груп і відправка їх без суду і слідства до концтаборів під так званий захисний арешт, де була розроблена спеціальна система міток для ув'язнених. На формі в'язнів робилися нашивки у вигляді рівностороннього трикутника («вінкеля»), колір якого вказував на «категорію». Червоний трикутник носили політичні ув'язнені, жовтий (чи жовту зірку Давида) — євреї, зелений — кримінальні злочинці, коричневий — цигани, чорний — «асоціальні елементи», бузковий — релігійні меншини, синій — особи, що намагалися незаконно емігрувати з країни, а рожевий — гомосексуальні чоловіки.

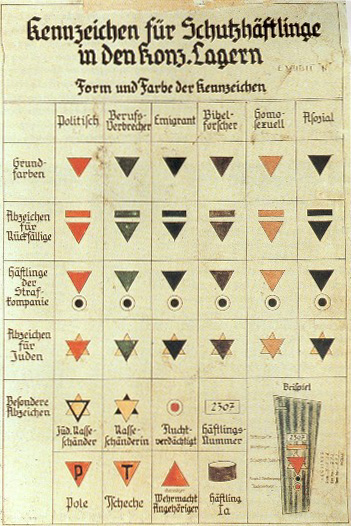
Пам'ятка для СС. Відмітки в'язнів концентраційних таборів.

Кримінальне переслідування гомосексуалів у Німеччині не було нацистським винаходом, проте якщо до 1935 року параграф 175 проголошував відповідальність переважно за анальний секс, то після реформи Кримінального кодексу ув'язненню підлягали усі чоловіки, які були запідозрені в гомосексуальних стосунках через поцілунки, обійми або навіть якісь натяки.
Між 1933 і 1944 роками за 175-м параграфом у Третьому рейху було засуджено близько 50 тисяч чоловіків (зокрема близько чотирьох тисяч підлітків), багато хто з яких був відправлений до в'язниць. Також від 5 до 15 тисяч чоловіків було депортовано до концентраційних таборів. Невідомо достеменно, скільки гомосексуалів загинуло, але за даними німецького історика і соціолога Рюдигера Лаутмана, рівень смертності засуджених за 175-м параграфом в таборах був найвищим і доходив до шістдесяти відсотків (для порівняння: серед політв'язнів — 41%). На форму чоловіків-гомосексуалів поміщалися рожеві трикутники, це маркування виділяло їх в одну з найнижчих груп в ієрархії табірної соціальної системи: з ними жорстоко поводилися не лише охоронці і адміністрація, а й інші ув'язнені.
Лесбійки не піддавалися систематичному переслідуванню з боку нацистів, оскільки, на їхню думку, не становили серйозної загрози для суспільства. Жінки не могли засуджуватися за 175 параграфом, проте відомо, що деякі з них вирушали до концтаборів як «асоціальні» і носили чорні трикутники.
Репресії проти геїв і лесбійок в нацистській Німеччині вважаються однією з частин Холокосту. Проте закон, за яким засуджувалися геї, проіснував довгі роки після перемоги над Гітлером. З незначними змінами він залишався діяти і після закінчення війни впродовж 19 років в НДР і впродовж 20 років у ФРН (див. Параграф 175). Рудольф Бразда, останній з відомих геїв, що пережили нацистські концентраційні табори, помер уві сні 3 серпня 2011 року у віці 98 років. Переслідування гомосексуалів у Третьому рейху віддзеркалено в постійній експозиції берлінського «Музею гомосексуальності».

## Символ ЛГБТ-руху

### Історія
Рожевий трикутник на гей-параді 
 в Тель-Авіві у 2002 році.
 
Рожевий трикутник на мітингу
 за одностатеві шлюби. Сан-Франциско
 
Оформлення вітрини книжкового 
 магазину в гей-кварталі.
На початку 1970-х років організації по захисту прав людини відносно ЛГБТ-людей в США і Німеччині почали кампанію з популяризації рожевого трикутника як символу руху.
1973 року західнонімецька гей-визвольна організація Homosexuelle Aktion Westberlin (HAW) закликала геїв носити рожевий трикутник на згадку про жертв минулого і на знак протесту проти триваючої дискримінації, попереджаючи проте, що це може зробити їх мішенню агресії гомофобів. Двома роками пізніше гей-журнал HAW-Info повторив цей маніфест.
1976 року вийшов фільм «Рожевий трикутник? Це було так давно…». (нім. Rosa Winkel? Das ist doch schon lange vorbei) режисерів Петера Рехта, Детлефа Штоффеля і Крістіани Шмерль, який знову підняв це питання, і, крім того, задокументував переслідування чоловіків-гомосексуалів. Гей-журнал Rosa Flieder у 1980 році писав, що рожевий трикутник — це не лише пам'ять про винищування геїв у минулому, але і нагадування про пригноблення, що зберігається, і дискримінацію стосовно їх, оскільки параграф 175 ще існував у кримінальному кодексі ФРН. У наступному номері журнал відмітив, що поліція в деяких регіонах Німеччини як і раніше складає списки громадян гомосексуальної орієнтації.
Американські гей-активисті 1970-х років також використали рожевий трикутник як символ пам'яті. Часописи Gay Sunshine (1973) в Сан-Франциско і The Body Politic в Торонто (1974) опублікували матеріали про використання рожевого трикутника в нацистських концентраційних таборах і настійно закликали використати цей символ на згадку про тих, хто піддавався переслідуванням. Рожевий трикутник став активно використовуватися в гей-визвольному русі. Завдяки цьому, коли якісь громадські діячі закликали до обмеження прав гомосексуалів, то вони ризикували бути порівняними з нацистами. Наприклад, рожевий трикутник набув особливого політичного значення 1974 року в Нью-Йорку під час громадської дискусії навколо законопроєкту про захист прав людини відносно гомосексуалів. Ортодоксальні єврейські групи виступали проти постанови. Гей-активісти влаштували пікет, учасники якого наділи нарукавні пов'язки з рожевим трикутником на знак того, що гомосексуальні чоловіки нарівні з євреями були жертвами нацистських концтаборів. Наступного року в передовиці The New York Times керівник Нью-Йоркського Союзу захисту громадянських свобод Айра Глассер закликав усіх читачів носити рожевий трикутник, щоб висловити підтримку підготовлюваному законопроєкту, який був покликаний припинити дискримінацію гомосексуалів у сферах зайнятості, житла та громадських закладів. Торкаючись питання про переслідування геїв в нацистській Німеччині, Глассер писав: «Багато хто знає про жовту зірці, але рожевий трикутник все ще похований як деяка історична таємниця».
На початку 1980-х багато окремих чоловіків-геїв і групи почали використати символ рожевого трикутника в його сучасному сприйнятті — як знак приналежності до ЛГБТ-спільноти. Оскільки цей символ не був відомим скрізь, то трикутник став відігравати роль свого роду таємної відмітки, за якою можна було розпізнавати інших геїв і лесбійок, коли вони розміщували його на бампері автомобіля або у вигляді нагрудного значка. Трикутник служив нагадуванням про минуле і поточне пригноблення, даниною пам'яті тим, хто загинув у таборах, і тим, хто помирав від нової хвороби — СНІДу.
Оскільки 1980-і роки значною мірою пройшли для ЛГБТ-спільноти під знаком поширення епідемії СНІДу, що спочатку особливо зачепило геїв, — багато гей-активістів спрямували свої дії на боротьбу з поширенням хвороби, у тому числі на законодавчі і політичні зміни. Організація ACT UP, Що зародилася в нью-йоркському соціальному гей-центрі, почала використовувати рожевий трикутник в зміненому виді — з вершиною, оберненою догори, — як заклик до «активної відсічі, а не пасивної покірності долі», як символ необхідності активної боротьби зі СНІДом і тривалим пригнобленням ЛГБТ-людей. Рожевий трикутник часто з'являвся над девізом «Мовчання = Смерть». У своєму маніфесті активісти проводили паралелі між нацистським періодом і кризою СНІДу, заявляючи, що «мовчання про пригноблення і знищення геїв тоді і зараз має бути розбито в цілях нашого виживання». Гасло таким чином протестувало проти табу на обговорення безпечного сексу і небажання деяких протистояти соціальній несправедливості і байдужості уряду Рейгана.
У Російській Федерації рожевий трикутник в 1990-і роках дав назву центру «Трикутник» — одній з перших організацій геїв, лесбійок і бісексуалів.

### Протиріччя

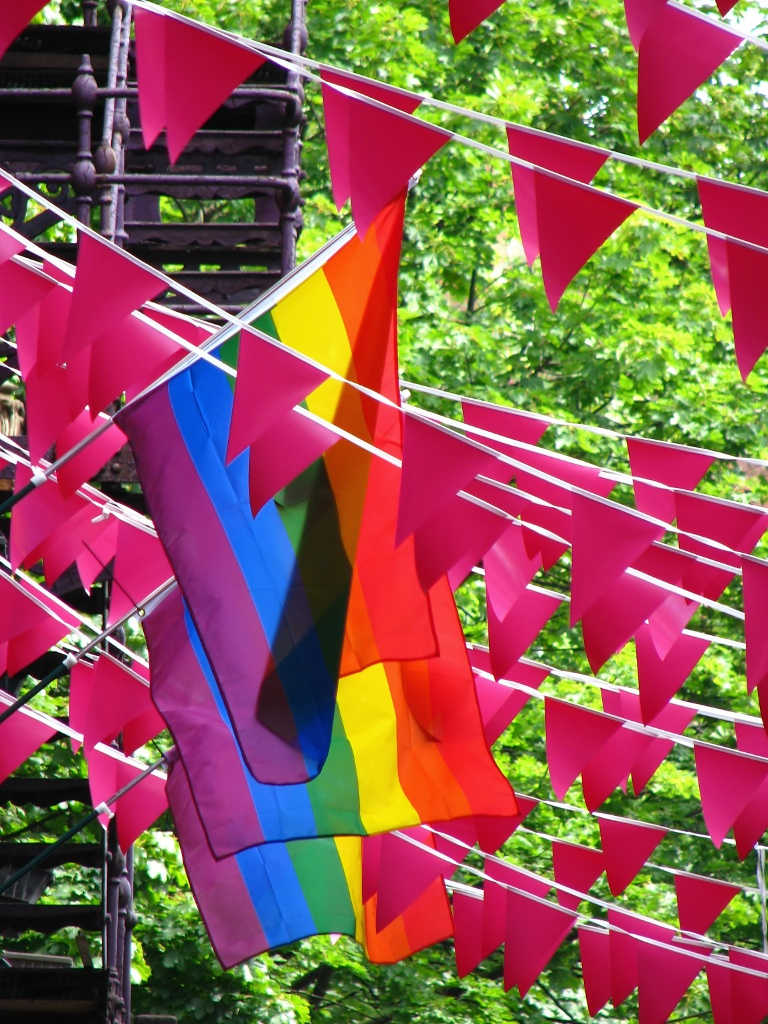
Святково прикрашені вулиці.

Рожевий трикутник має яскравий і святковий вигляд, внаслідок чого він незабаром став використовуватися для маркування приналежності до ЛГБТ-спільноти в дуже широкому спектрі: його зображення поміщаються на запонки, сережки, значки, брелоки, плакати. Сам рожевий колір почав асоціюватися з гомосексуальністю. З точки зору популярності як символу гомосексуальності він змагається тільки з веселковим прапором.
Проте деякі геї і лесбійки, особливо єврейського походження, ставлять під сумнів доцільність такого широкого використання нацистського знаку. Інші вважають, що використання рожевого трикутника як символу гордості девальвує пам'ять про страждання гомосексуалів за часів нацизму, опоненти апелюють до тривалої боротьби проти ненависті до геїв і лесбійок, проти дискримінаційних щодо них законів, до байдужості уряду Рейгана під час епідемії СНІДу. Як відмічав історик Ерік Н. Дженсен, «рожевий трикутник виконував безліч завдань: він об'єднував різноманітне співтовариство гомосексуальних чоловіків і жінок, мобілізовував його політичну активність і служив інтерпретуючою основою для сучасних подій». Деякі дослідники відмічають політичний характер символу, протиставляючи його невиразній, з їхньої точки зору, концепції веселкового прапора, і пов'язують з цим падіння його популярності на гей-заходах, що все більше комерціалізуються.

### Варіанти
Значна частина лесбійок сприймала рожевий трикутник як недостатньо органічний для себе символ, оскільки в нацистських таборах він був зна́ком тільки для гомосексуальних чоловіків; лесбійство саме по собі в Рейху кримінально не переслідувалося, проте лесбійки нерідко кваліфікувалися як «асоціальні елементи» і носили чорний трикутник. Тому деякі лесбійки-активістки у 1980-і роки стали використовувати саме чорний трикутник замість рожевого, бажаючи підкреслити часто применшувану роль жінок у гей-русі. За зразком рожевого трикутника створені також аналогічні символи бісексуалів і трансгендерів: перший є неповним накладанням рожевого і синього трикутників, другий — рожевий трикутник з вписаним в нього особливим символом трансгендерності (комбінацією символів Марса і Венери, що означають чоловіче і жіноче начала).

### В культурі
Рожевий трикутник є основою символу Міжнародного дня боротьби з гомофобією, а також інших логотипів ЛГБТ-організацій і заходів.
Меморіальне значення рожевого трикутника віддзеркалене у різних пам'ятниках ЛГБТ-спільноти. Цей знак зображений на меморіальних дошках на згадку про нацистський геноцид геїв і лесбійок (Маутгаузен (1984), Ноєнгамме (1985), Дахау (1985), на Ноллендорфплац в Берліні (1989), в парку Чезаріні в Болоньї (1990), Рісьєра-ді-Сан-Сабба (2005), Бухенвальд (2006)). Також рожевий трикутник є центральною частиною скульптури Гомомонументу в Амстердаму (1987), Меморіалу гомосексуальним жертвам нацизму в Кельні (1995), Гей-Лесбі Меморіалу в Сіднеї (2001), Меморіального парку в Сан-Франциско (2003), пам'ятника сексуальної різноманітності в Монтевідео (2005), пам'ятника проти гомофобії в Сітжесі (2006), пам'ятника репресованим ЛГБТ-людям в Барселоне (2011), пам'ятника репресованим ЛГБТ-людям в Тель-Авіві (2014).
|                                |                            |                              |                                     |                                                  |
| Дошка в концтаборі Маутгаузен. | Гомомонумент в Амстердамі. | Гей-Лесбі Меморіал в Сіднеї. | Пам'ятник проти гомофобії в Сітжесі | Пам'ятник переслідуваним ЛГБТ-людям в Барселоні. |